# Thymosin α1
Thymosin α1 là một đoạn peptide có nguồn gốc từ prothymosin alpha, một loại protein mà ở người được mã hóa bởi gen PTMA.
Đó là peptide đầu tiên từ Thymosin Fraction 5 được sắp xếp và tổng hợp hoàn toàn. Không giống như β thymosin, mà nó không liên quan đến di truyền và hóa học, thymosin α 1 được sản xuất dưới dạng một đoạn 28 amino acid, từ tiền chất amino acid 113, dài hơn, prothymosin α.

## Chức năng
Thymosin α 1 được cho là thành phần chính của Thymosin Phân số 5 chịu trách nhiệm cho hoạt động của sự chuẩn bị đó trong việc khôi phục chức năng miễn dịch ở động vật thiếu tuyến ức. Nó đã được tìm thấy để tăng cường khả năng miễn dịch qua trung gian tế bào ở người cũng như động vật thí nghiệm.

## Ứng dụng trị liệu
Tính đến  năm 2009, Thymosin α 1 được chấp thuận ở 35 quốc gia kém phát triển hoặc đang phát triển để điều trị Viêm gan B và C, và nó cũng được sử dụng để tăng cường đáp ứng miễn dịch trong điều trị các bệnh khác.

### Các nghiên cứu lâm sàng
Các thử nghiệm lâm sàng cho thấy nó có thể hữu ích trong bệnh xơ nang, sốc nhiễm trùng, hội chứng suy hô hấp cấp tính, viêm phúc mạc, nhiễm cytomegalovirus cấp tính, lao, hội chứng hô hấp cấp tính nặng và nhiễm trùng phổi ở bệnh nhân bị bệnh nghiêm trọng., và viêm gan B mãn tính.
Nó đã được nghiên cứu để sử dụng có thể trong điều trị ung thư (ví dụ với hóa trị liệu).